# Jacques Feldbau

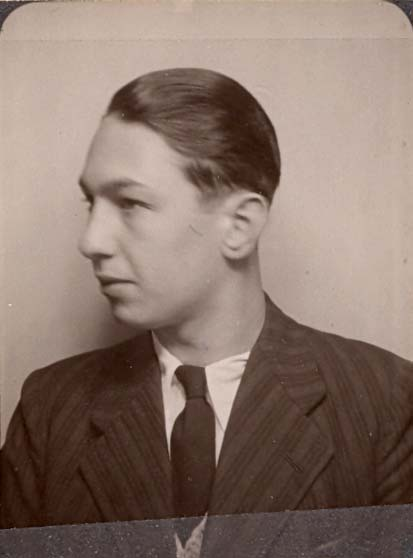
Jacques Feldbau (ca. 1936)

Jacques Feldbau (* 22. Oktober 1914 in Straßburg; † April 1945 in Ganacker, Bayern) war ein französischer Mathematiker, der sich mit Topologie beschäftigte.

## Leben
Jacques Feldbau stammte aus einer orthodoxen jüdischen Familie von Kaufleuten. Er machte seinen Gymnasialabschluss 1932 und begann 1934 an der Universität Straßburg zu studieren. An den Zulassungsprüfungen für die École normale supérieure (ENS) konnte er aus religiösen Gründen – sie waren teilweise am Sabbath – nicht teilnehmen, er war aber freier Hörer und erhielt dort 1938 die Agrégation. Danach war er bei Charles Ehresmann an der Universität Straßburg, wo seine ersten Veröffentlichungen über Topologie erschienen. 1939 wurde er eingezogen und war bei der französischen Luftwaffe. Nach der Kapitulation Frankreichs 1940 geriet er unter die Herrschaft der Nazis. Er war zunächst noch als Gymnasialprofessor tätig, wurde dann aber als Jude bald darauf entlassen. Danach folgte er Ehresmann und Georges Cerf an die nach Clermont-Ferrand „exilierte“ französische Universität von Straßburg. Dort arbeitete er an seiner Dissertation bei Ehresmann, mit dem er 1941 bis 1943 publizierte. Unter der Vichy-Regime erlernte er den Beruf des Drehers und trat der Résistance bei. Er veröffentlichte während dieser Zeit unter dem Pseudonym Jacques Laboureur. Im Juni 1943 wurde er bei einer großen Razzia verhaftet und im Oktober nach Auschwitz deportiert. Er arbeitete dort als Schreiber in der Krankenabteilung der Kautschukfabrik der I.G. Farben in Auschwitz-Monowitz. Nach Aussagen von Mithäftlingen organisierte er auch mathematische Seminare. Zwei Wochen vor Ende des Krieges nahm er 1945 auf dem Todesmarsch der Häftlinge von Auschwitz teil, die vor dem Vorrücken der Sowjetarmee fortgebracht wurden. Er starb an Erschöpfung im Konzentrationslager Ganacker in Bayern. Seine Schwester ließ später seine Leiche überführen.

## Werk
Feldbau war an frühen Untersuchungen in der Schule von Ehresmann über Faserbündel beteiligt. 1939 bewies er, dass ein Faserbündel über einem Simplex trivialisierbar ist. Damit klassifizierte er Faserbündel über Sphären, da als Folge seines Satzes eine Faser über dem {\displaystyle S^{n}} als Abbildung von {\displaystyle S^{n-1}} unter der Automorphismengruppe der Faser gegeben ist. In seiner Arbeit für seine Dissertation entwickelte er mit Ehresmann was später als exakte Homotopie-Folge von Faserräumen bezeichnet wurde sowie das Konzept des assoziierten Faserbündels (die Arbeit erschien nur unter dem Namen von Ehresmann, mit einer Notiz das einer seiner Studenten beteiligt war). In ihren Arbeiten zu Homotopiegruppen standen sie damals in Konkurrenz zu John Henry Constantine Whitehead, ohne kriegsbedingt davon zu wissen. Feldbau fand so unabhängig das nach Whitehead benannte Produkt von Homotopiegruppen.
1947 wurde ein Saal im mathematischen Institut der Universität Straßburg nach ihm benannt.